# داد (گوشه موسیقی)
داد یک گوشه در دستگاه ماهور است که نت شاهد آن درجهٔ دوم ماهور است. این گوشه در گسترهٔ صوتی درآمد ماهور اجرا می‌شود و در برخی ردیف‌ها پیش آن گوشه‌ای به نام مقدمهٔ داد نیز ذکر شده است.

## ریشه نام
در موسیقی قدیم  ایران، سرودی به نام «دادآفرید» یا «دادآفرین» وجود داشته‌است. نام گوشهٔ داد نیز بعضاً به صورت «دادآفرید» ذکر شده‌است. فردوسی در شاهنامه به دادآفرید اشاره کرده‌ است:
| سرودی به آواز خوش برکشید |  | که اکنون تو خوانیش دادآفرید |

## تحلیل ردیف
گوشهٔ داد یک گوشهٔ سازی و آوازی در دستگاه ماهور است که بیش از آن که ویژگی‌های مدال داشته باشد دارای ویژگی‌های ملودیک است. این گوشه فقط در دستگاه ماهور اجرا می‌شود، و جزو گوشه‌های ابتدایی این دستگاه است که در محور اصلی آن اجرا می‌شود. در ماهورِ دو گسترهٔ صوتی گوشهٔ داد بین نت‌های دو تا سل (یعنی درجه‌های یکم تا پنجم ماهور) است و روی درجه‌های دوم و چهارم ماهور تأکید بیشتری می‌کند. اجرای درجه‌های بالاتر (نظیر ششم یا هفتم ماهور) در گوشهٔ داد نادر است. درجهٔ دوم ماهور نت شاهد و نت ایست گوشهٔ داد دانسته می‌شود و درجهٔ چهارم نت آغاز این گوشه است.
در برخی ردیف‌ها از جمله ردیف میرزاعبدالله پیش از گوشهٔ داد گوشهٔ کوچک دیگری به نام «مقدمهٔ داد» اجرا می‌شود. ژان دورینگ گزارش کرده که نام گوشهٔ داد در متون قدیمی (مثلاً در آثار عبدالقادر مراغه‌ای) وجود ندارد و نتیجه گرفته که احتمالاً نامی جدیدتر است.